# Stair Park
Der Stair Park ist ein Fußballstadion in der schottischen Stadt Stranraer, Dumfries and Galloway. Die Anlage ist seit 1907 Heimspielstätte des FC Stranraer. Die Kapazität beträgt 5600 Zuschauer, davon 1830 Sitzplätze. Gespielt wird auf Naturrasen.

## Geschichte
Das im Jahr 1907 eröffnete Stadion ist die Heimspielstätte des FC Stranraer und ist im Besitz des Dumfries and Galloway Council. Das Stadion liegt in unmittelbarer Nähe der London Road und einer Eisenbahnlinie der Glasgow South Western Line. Das Stadion befindet sich im gleichnamigen städtischen Park, der neben einem Musikpavillon Tennisplätze, einen Skatepark und weitere Fußballplätze besitzt. Der Park und das Stadion wurden nach dem Earl of Stair benannt, der das Land den örtlichen Behörden vermachte.
Im Jahr 1932 wurde erstmals eine Tribüne für den Fußball gebaut. Der Rekord von 6000 Zuschauern wurde 1948 durch ein schottisches Pokalspiel gegen die Glasgow Rangers aufgestellt. Als Stranraer 1955 in die Scottish Football League eintrat, wurden weitere Tribünen errichtet.
Bis 1981 gab es keine nennenswerten Veränderungen. Der Stair Park erhielt als einer der letzten Plätze im Ligafußball in Großbritannien, Flutlichter installiert. In den 1990er Jahren wurde eine neue Haupttribüne mit 1524 Sitzplätzen errichtet, die von Barr Construction für £520.000 gebaut wurde. Von der Rückseite der Haupttribüne gibt es einen guten Blick auf die Umgebung bis hin zum Meer zum Loch Ryan.

## Galerie

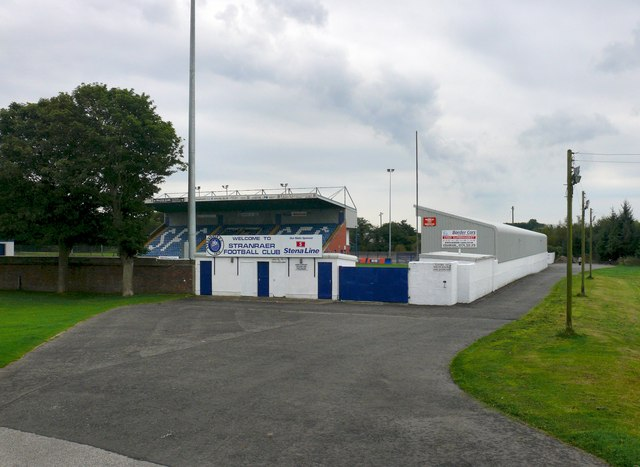
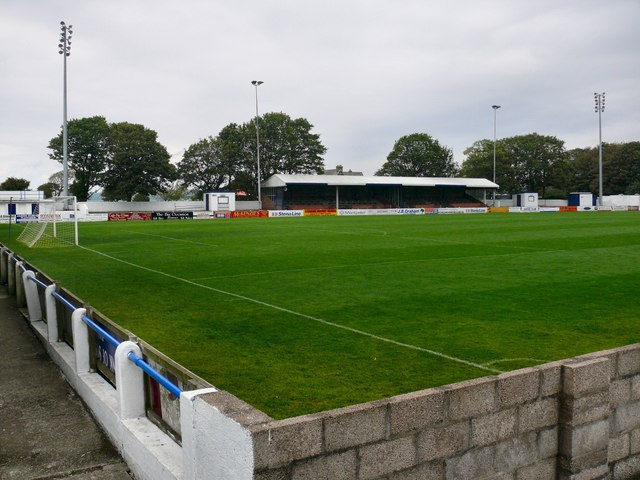
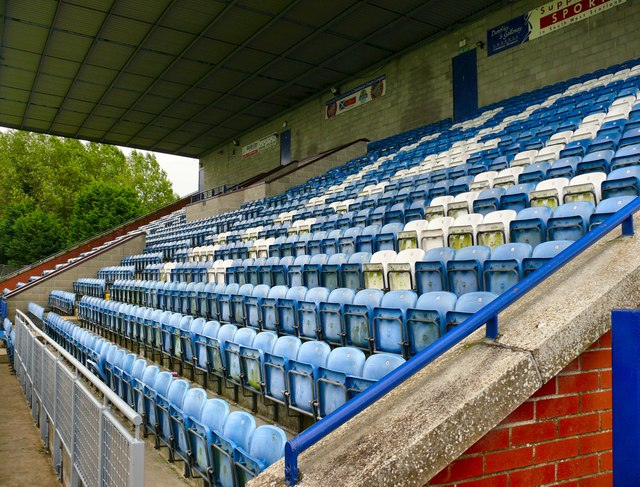